# Yaxkukul
Yaxkukul är en kommun i Mexiko.   Den ligger i delstaten Yucatán, i den östra delen av landet, 1 000 km öster om huvudstaden Mexico City. Antalet invånare är 2 868. Arean är 43 kvadratkilometer.
Terrängen i Yaxkukul är mycket platt.